# 上山市営バス
上山市営バス（かみのやましえいバス）は、山形県上山市にて運行している廃止代替バスである。
かみのやま温泉駅を起点・終点として、 市街地南部を循環している。

## 沿革
- 2002年6月1日 - 蔵王高原橋・小穴線運行開始。
- 2009年 - 11月4日の第5回上山市地域公共交通会議で、中山・カミン線の廃止と蔵王高原橋・小穴線の運行経路変更が決定される[1]。

- 2010年 - 蔵王高原橋の継続運行が決定された。
- 2018年 - 蔵王高原橋廃止、市内循環線が運行開始。
- 2023年 - 三本松地区方面を路線に追加（山交バスの当方面路線廃止に伴う対応）

## 概要
- 運賃は200円均一制。小学生以下は100円、大人同伴の未就学児は2人まで無料。障がい者割引はあり、手帳の提示で100円で利用できる。
  - 定期券や回数券の設定はない。ただし、市内の区間の利用に限り、山交バスの普通回数券は使用できる(2022年5月に新規発売を終了しているが、発売済みの回数券は期限なく利用可能)。2023年4月1日以降は、交通系ICカードも利用できる。
- 運行は山交ハイヤーに委託している。かつて存在した蔵王高原橋線、自家用車による有償運送であった。中山・カミン線は観光タクシー委託の乗合タクシーであった。
- バス停は青色の看板で表示されている。
- ジャンボタクシーの車両を使用しており、定員は9名
- 車体には上山市の推進施策クアオルトの広告ラッピングがされている

## 路線
市内循環線（一方向）
- かみのやま温泉駅前（駅西側） ➡ ヤマザワ前 ➡ 長清水（往路） ➡ 南中学校口(往路) ➡ 三本松（往路） ➡ 紅柿団地 ➡ 三本松（復路） ➡ 南中学校口（復路） ➡ 長清水（復路） ➡ 矢来四丁目 ➡ 東宮新橋 ➡ 金生公民館前 ➡ しらさぎ保育園前 ➡ 高等養護学校前 ➡ 金生西二丁目 ➡ 吉田ひろゆき歯科医院前 ➡ 矢来四丁目公民館前 ➡ 須田整形外科医院前（かみのやま温泉駅東側） ➡ かみのやま耳鼻咽喉科クリニック前 ➡ JAやまがた上山北支店前 ➡ ヨークタウン前 ➡ 新田クリニック前 ➡ おーばん前 ➡ 眉川橋前 ➡ めんごりあ前 ➡ 長岡医院前 ➡ 新湯 ➡ 松山 ➡ 河崎温泉 ➡ 高松葉山温泉 ➡ 市役所前 ➡ 消防署前 ➡ 体育文化センター前 ➡ ヤマザワ前 ➡ かみのやま温泉駅前（駅西側）

### 過去に存在した路線
※2018年10月まで
蔵王高原橋線
「蔵王高原橋線」の2系統があった（市ウェブサイトでの案内はいずれも「蔵王高原橋線」であった）。
- 高松葉山温泉 - かみのやま温泉駅前 - カミン前 - 弁天 - 高野口 - 永野 - 高原橋 - エコー山荘前
- （市内循環）高松葉山温泉 - 金生北 - 美咲町 - 仙石商業施設前 - カミン角 - 河崎温泉 - 高松葉山温泉
  - 日曜・祝日・お盆（8/13～16）・年末年始（12/29～1/3）は運休。

※2008年10月まで
蔵王高原橋・小穴線

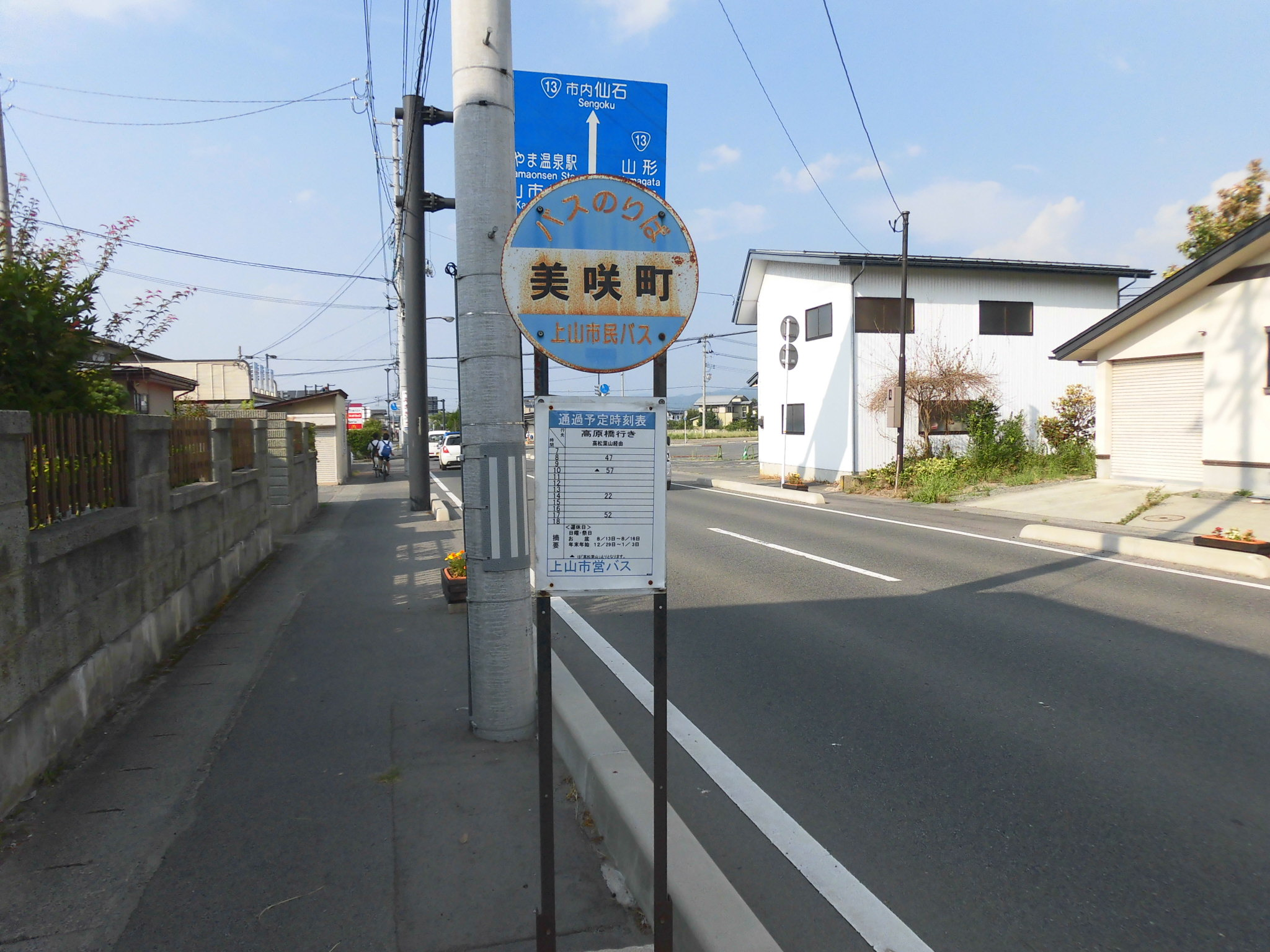
かつて存在した美咲町バス停

- 小穴南 - 三本松 - 金生北 - 美咲町 - カミン角 - 河崎温泉 - 高松葉山 - かみのやま温泉駅前 - カミン前 - 弁天 - 高野口 - 永野 - 高原橋

小穴南 - 三本松 - 金生北は2015年現在は運行されていない区間である。残りは2系統に分離・再編された。
中山・カミン線
- カミン前 - 高松葉山 - 石曽根 - 中山公民館前 - 中山揚橋
  - 月曜・火曜・金曜のみの運行。祝日・お盆（8/13～16）・年末年始（12/29～1/3）は運休。

## 車両
- 蔵王高原橋・小穴線は運行開始当時山交ハイヤーの車両を使用していたが、現在は市の自家用車（白ナンバー車）を使用している。

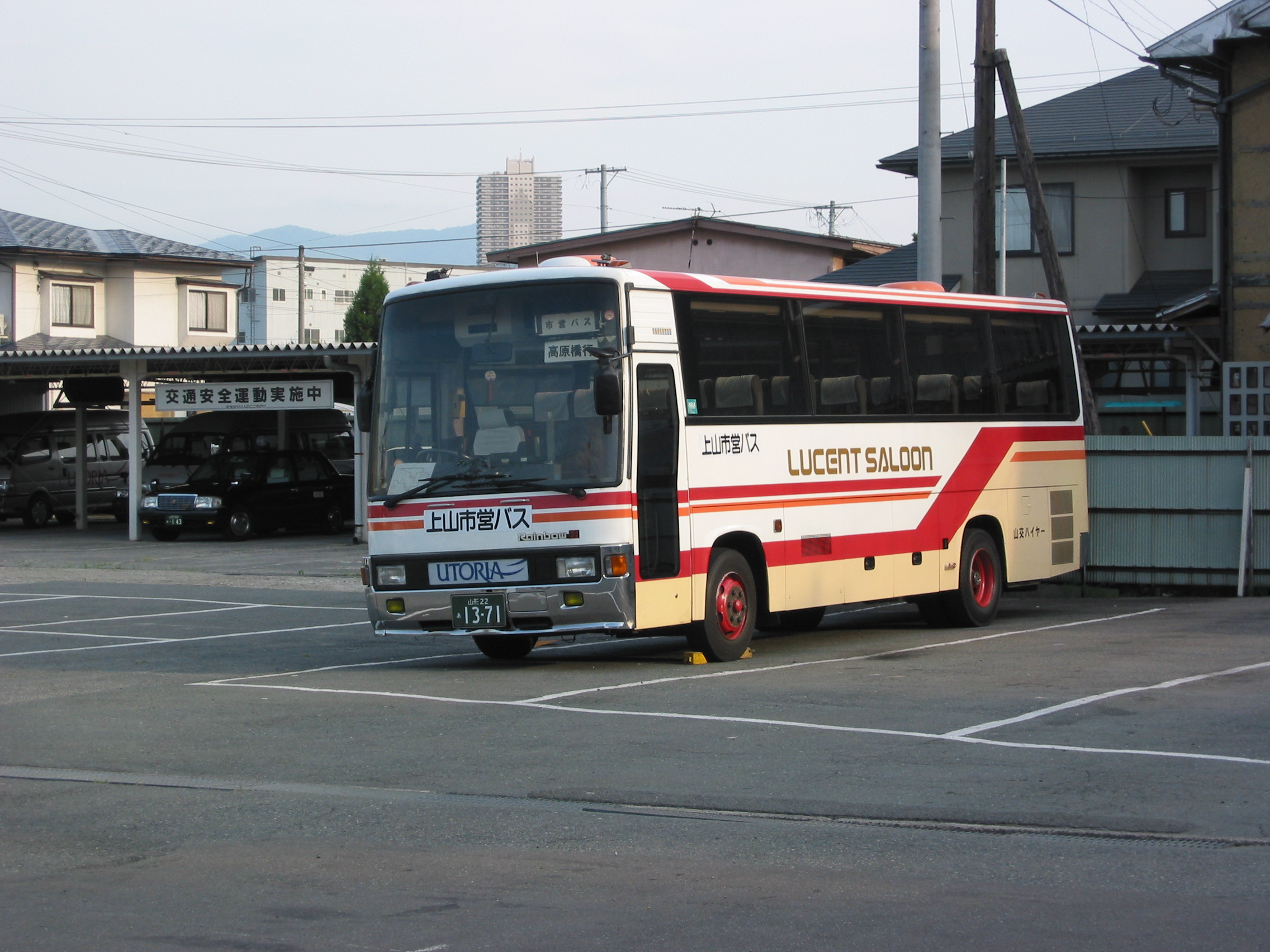
2002年7月当時の蔵王高原橋・小穴線の車両（山交ハイヤー）
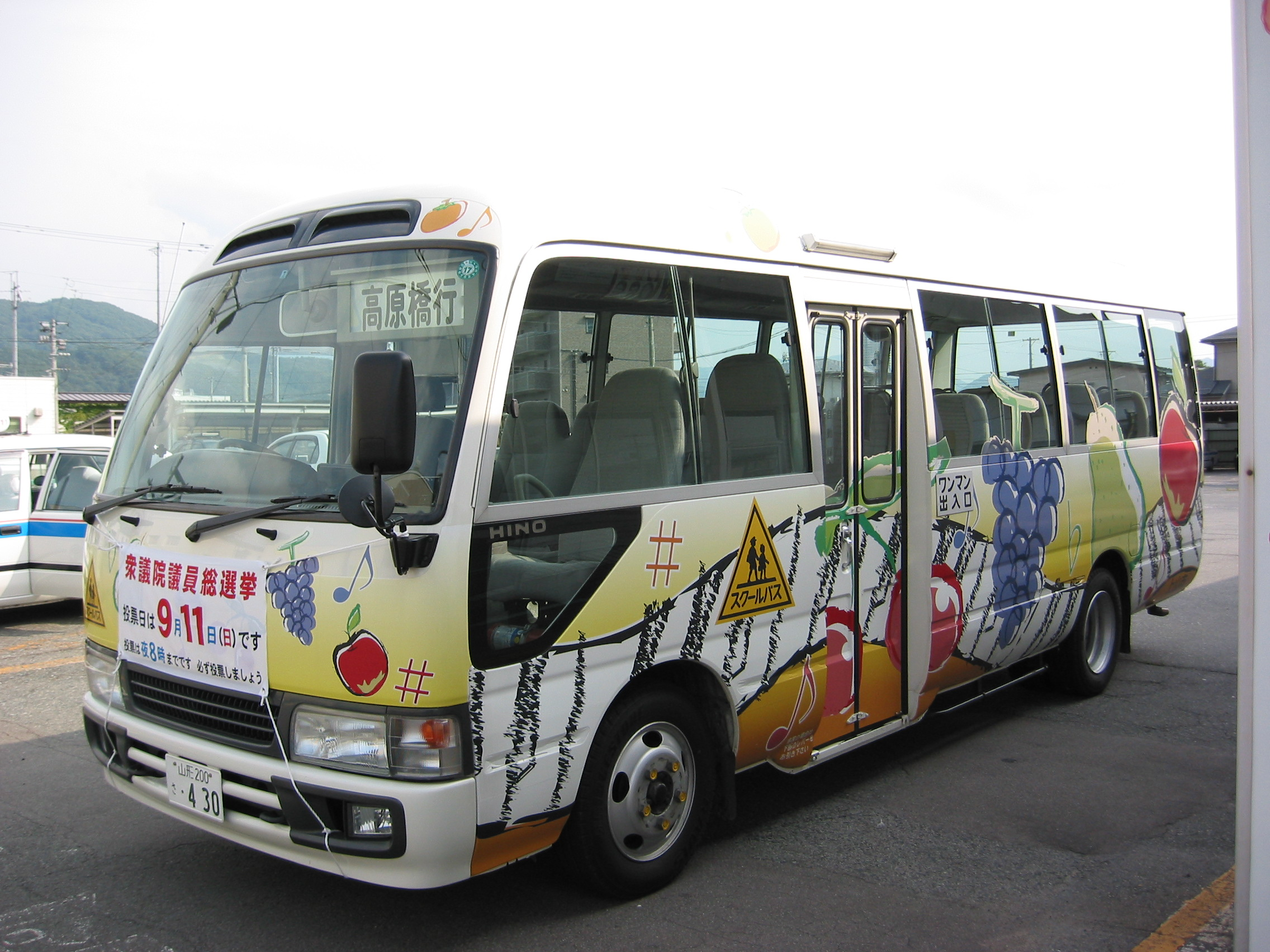
2005年9月当時の蔵王高原橋・小穴線の車両